# Łuna 1969A
Łuna 1969A – niedoszła radziecka sonda księżycowa. Była to pierwsza próba miękkiego lądowania na Srebrnym Globie i umieszczenia tam łazika.
Sonda została wystrzelona 19 lutego 1969 rakietą Proton K z poligonu Tiuratam (dziś znany jako kosmodrom Bajkonur) w Kazachskiej SRR, lecz nie dotarła na orbitę. Powodem była awaria silnika RD-253 w pierwszym członie rakiety, co spowodowało uderzenie rakiety z ładunkiem w grunt w odległości 15 km od wyrzutni. Na podstawie komunikatu o niepowodzeniu NASA poprawnie zidentyfikowała typ sondy.
Ładunkiem użytecznym sondy był łazik Łunochod 201. Misja tej sondy była kontynuowana przez sondy Łuna 17 i Łuna 21.